# Jonny Greenwood
Pour les articles homonymes, voir Greenwood.
Jonathan « Jonny » Richard Guy Greenwood est un multi-instrumentiste, compositeur et arrangeur britannique né le 5 novembre 1971 à Oxford, membre actif des groupes de rock Radiohead puis The Smile depuis 2021.
Jonny Greenwood est souvent considéré comme le deuxième membre majeur de Radiohead, actif à la composition juste derrière Thom Yorke. Il joue de la guitare, de l'orgue, du synthétiseur, du piano, des ondes Martenot, du xylophone, de l'harmonica, des percussions et compose les arrangements orchestraux que l'on entend notamment sur le neuvième album du groupe sorti en 2016.
En 2003, le magazine Rolling Stone le classe à la 60e place de sa liste des 100 meilleurs guitaristes de tous les temps avec Ed O'Brien, lui aussi guitariste de Radiohead.

## Biographie

### Radiohead
Jonny Greenwood venait de commencer ses études quand le groupe On A Friday décida de signer un contrat avec EMI en 1991. Il quitte bientôt les cours au profit de la musique : s'il est le seul membre du groupe à avoir essayé tous types d'instruments (il aurait pris des cours de violon dès son plus jeune âge), il est aussi celui qui a le moins avancé ses études. Son influence est présente sur la plupart des chansons du groupe, en tant que guitariste principal ; ses compositions pour Radiohead incluent la ballade rock The Tourist et Life in a Glasshouse – qui figurent respectivement sur OK Computer et Amnesiac.

### Carrière solo

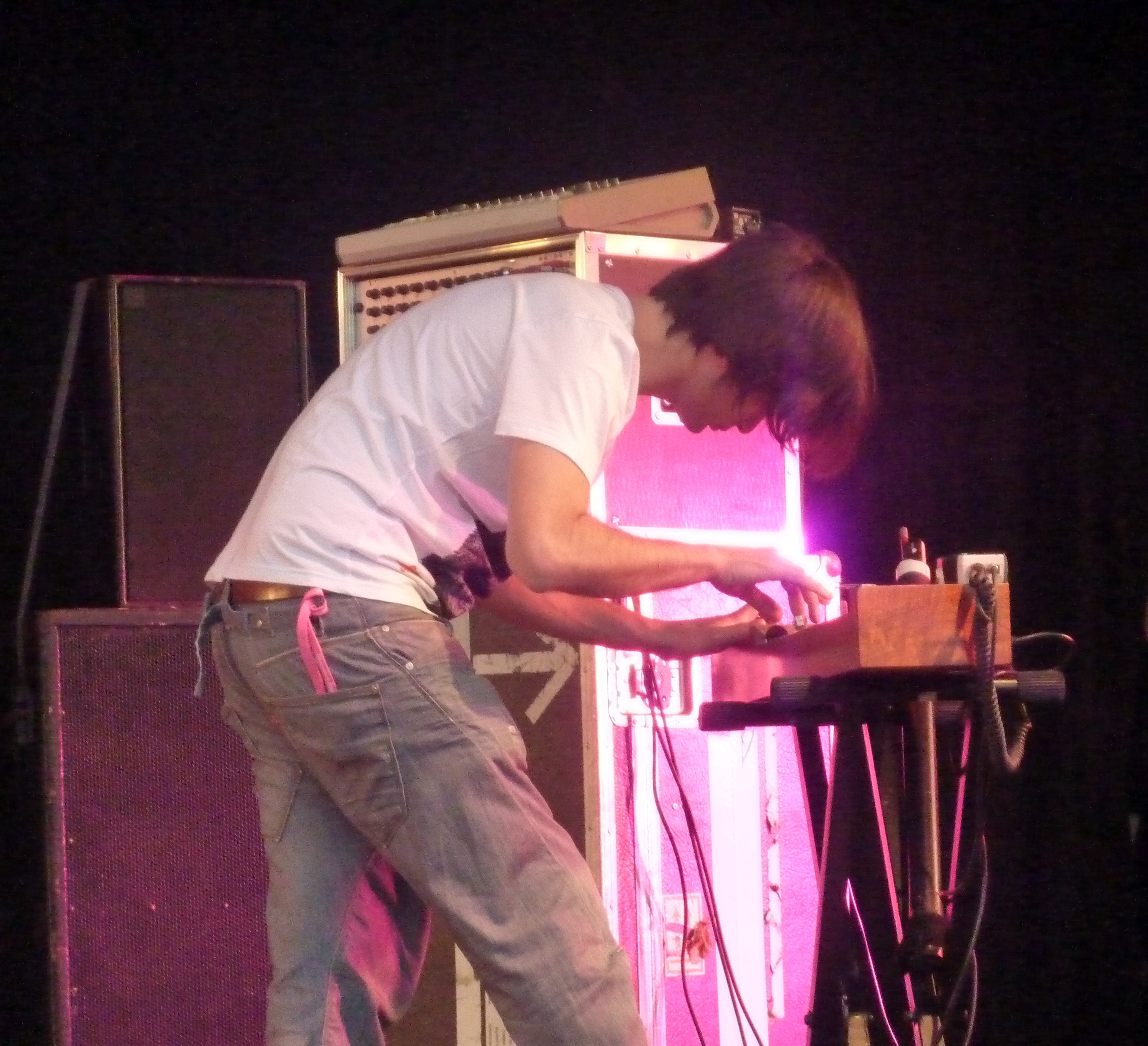
Jonny Greenwood jouant des Ondes Martenot en concert en 2010.

Jonny Greenwood signe son premier album solo en 2003 avec Bodysong, bande-originale du film homonyme réalisé par Simon Pummell. Son frère Colin est crédité sur l'album en tant que bassiste et programmateur.
Ayant plusieurs fois signifié son intérêt pour le reggae et le dub, Jonny Greenwood obtient l'autorisation de la maison d'édition Trojan Records de réaliser une compilation en 2007. La même année, il compose la musique du film There Will Be Blood de Paul Thomas Anderson. En juillet 2009, il participe avec le Bang on a Can, Mark Stewart, et deux musiciens de The National, Aaron Dessner et Bryce Dessner, à la création de la première version de 2×5 du compositeur de musique minimaliste Steve Reich dans le cadre du Manchester International Festival.
En 2005, il apparaît dans le film Harry Potter et la Coupe de feu dans le rôle sur mesure du guitariste du bal de Noël à Poudlard. En 2012, il participe également au film documentaire Le Chant des ondes.

### Controverses
Jonny Greenwood a joué en Israël 2024, alors qu'au même moment un bombardement pilonnait un village de réfugiés. Il a lui été reproché de soutenir les actions du gouvernement israélien et de pratiquer l'artwashing pour se dédommager de ses choix politiques.

### The Smile
En mai 2021, il dévoile son nouveau projet musical avec Thom Yorke, leader du groupe Radiohead, un nouveau groupe nommé The Smile, monté avec le jazzman Tom Skinner. Les premiers singles du groupe sortent en janvier 2022 et seront suivi d'un premier album en mai 2022 du nom de A Light for Attracting Attention, produit par Nigel Godrich.

## Influences
Jonny Greenwood cite comme principale influence John McGeoch du groupe Magazine: « aucun guitariste ne m'a plus inspiré que John McGeoch ». « Nous avons fait une version de "Shot By Both Sides" et nous avons composé "Just" qui est basé sur la même idée ». Il mentionne aussi dans ses influences Art Blakey, Can, Talking Heads, et le compositeur de musique classique Olivier Messiaen.
Les autres compositeurs qui l'inspirent quand il crée sont  Krzysztof Penderecki et György Ligeti: « la musique jouée par des gens comme Penderecki et Ligeti ... est toujours très étrange et contemporaine et elle sonne toujours comme la musique du futur ».

## Instruments et matériel
Véritable touche à tout, Jonny Greenwood n'a cessé de faire évoluer son équipement tout au long de sa carrière. Initialement, le son de Radiohead doit à une affinité toute particulière pour la Fender Telecaster dont il possède plusieurs modèles et qui reste son instrument de prédilection (surtout la version Plus), associée à un ampli Fender Eighty-Five. Parallèlement, il jette son dévolu sur la pédale de distorsion Marshall ShredMaster (également utilisée par Thom et Ed).
L'album The Bends (1995) marque un profond tournant pour le groupe qui explore des horizons nouveaux en intégrant des claviers et des effets plus recherchés dans leurs compositions. À ce titre, Jonny Greenwood oriente son jeu vers des modulations atypiques (tremolo, phaser).
À partir de OK Computer (1997), le groupe se démarque de matière notable en combinant leur musique avec les techniques MAO, lesquelles feront désormais partie intégrante de leur univers musical. Jonny Greenwood se penche alors sur la question et sera à l'origine de nombreux logiciels créés spécialement pour Radiohead.
De son panel impressionnant, on peut extraire quelques favoris, :

### Guitares

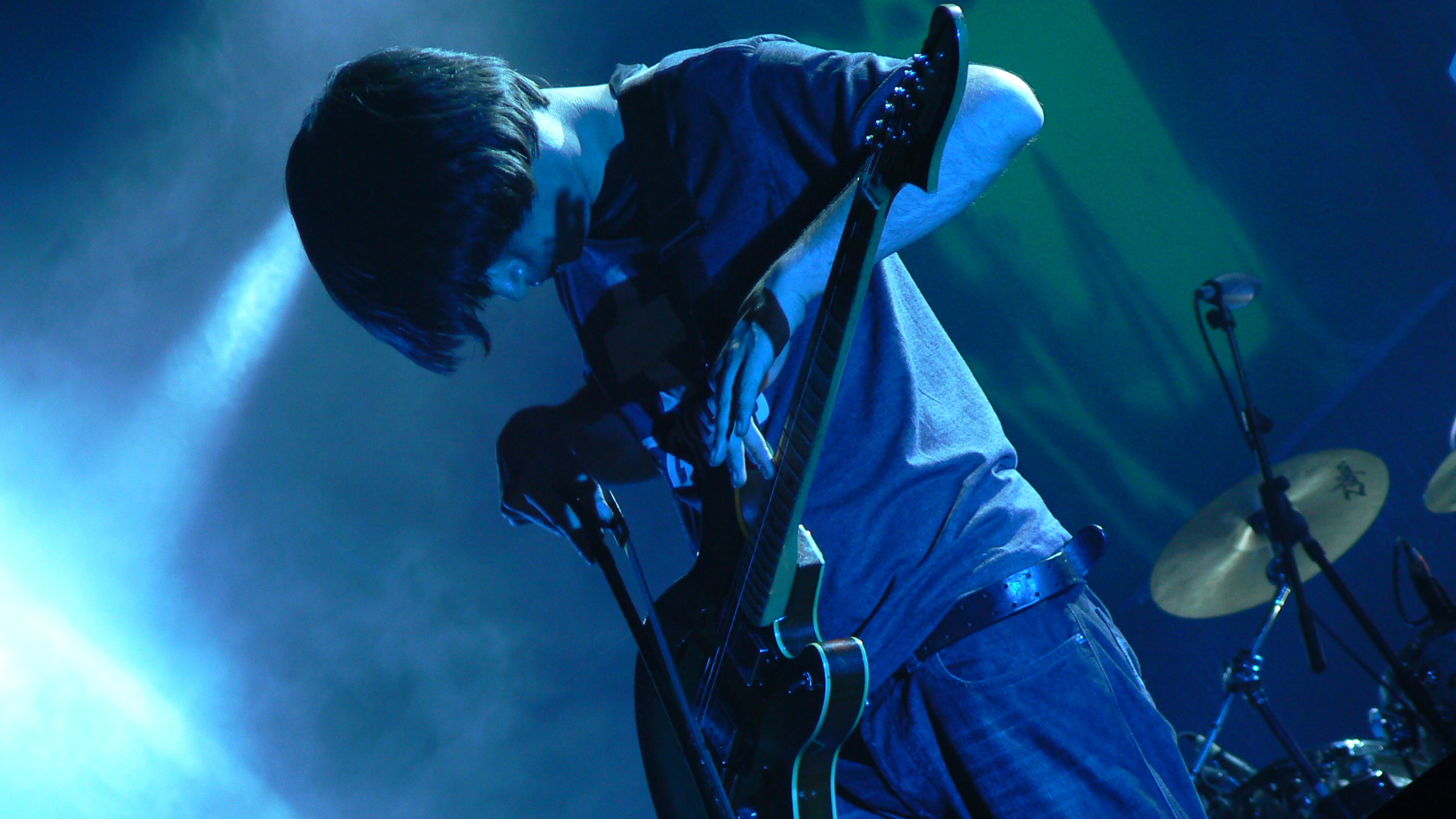
Jonny Greenwood jouant de la guitare avec un archet.

- Fender Telecaster Plus[11] : l'achat du premier modèle remonte à 1990 ; il caractérisera à lui seul le son des deux premiers albums du groupe. En 1995, après un concert à Denver, leur stock est braqué, et disparait alors la quasi-intégralité des instruments, dont la Telecaster en question. Jonny Greenwood rachètera le même modèle cette année-là, le modifiant à sa guise (micros, manche, switch supplémentaire), et y ajoutant plusieurs autocollants issus de la culture japonaise. En plus de cette version Tobacco Burst, il possède une Ebony Frost, moins modifiée.
- Fender Telecaster American Standard[12] : acquise dans la seconde moitié des années 1990, c'est une guitare de back-up, également modifiée, et notablement ajoutée d'un Kaoss Pad durant la période post-In Rainbows (2008).
- Fender Starcaster[13] : acquise dans la seconde moitié des années 1990, elle restera à priori exempte de toute modification, et sera utilisée surtout à partir des années 2000, notamment pour les représentations de Pyramid Song, durant lesquelles Jonny Greenwood utilise un archet.
- Gibson Les Paul Standard : acquise durant les années 2000.
- Rickenbacker 360 Fireglo

Concernant les performances acoustiques, Jonny Greenwood utilise surtout une Martin D35.

### Amplification
Initialement, Jonny Greenwood utilise un Fender Eighty-Five pour ses parties distorsion et un Vox AC30 (possédé sous plusieurs variantes) pour les parties clean.
On peut également noter de manière non exhaustive : 
- Fender Twin Reverb : acquis en 1993, supplanté par une version Silverface laquelle sera volée en 1995.
- Fender Champ 5C1 : modèle de 1953, utilisé pendant l'enregistrement de In Rainbows.
- Silverface Fender Super Reverb : utilisé en live depuis 2013.

### Effets
Axé sur la distorsion et le gros son durant les premières années du groupe, Jonny Greenwood va progressivement s'intéresser aux modulations que peuvent apporter les pédales d'effets, et ce dès la tournée promotionnelle de Pablo Honey (1992).

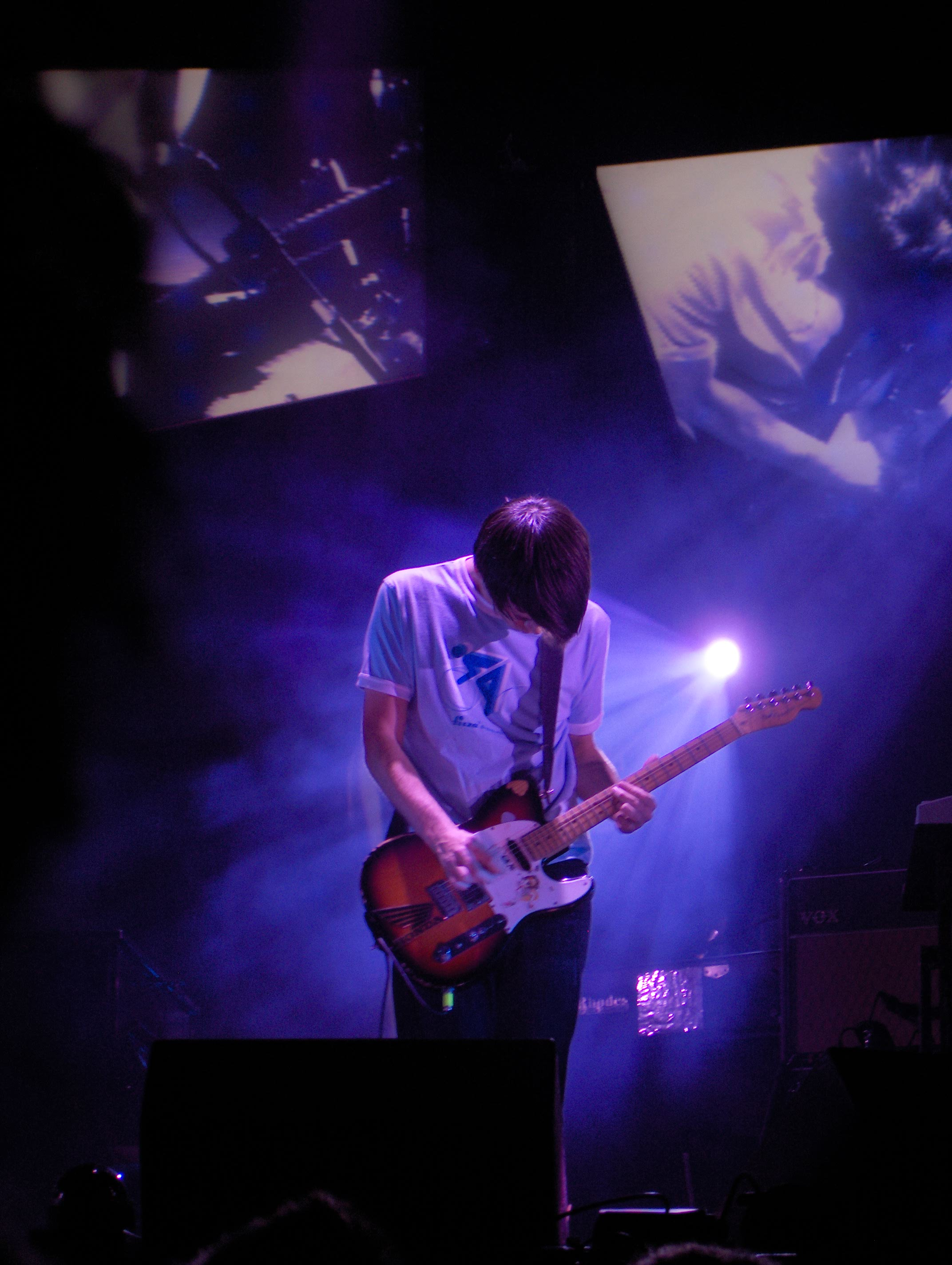
En concert avec Radiohead.

Là encore, la liste est longue mais peut être résumée :
- ElectroHarmonix Small Stone : phaser, obtenu en 1992, il ne sera utilisé en studio qu'à partir de OK Computer.
- Demeter The Tremulator : tremolo, obtenu en 1994, coïncidant avec la période d'enregistrement de The Bends et retrouvé à ce titre sur les intros de Bones et Planet Telex. Cette pédale sera secondée de la Roland Space Echo laquelle est utilisée dès OK Computer.
- Digitech Whammy : pédale analogue à la wah wah permettant d'augmenter rapidement la fréquence de la note jouée. Concernant les utilisations les plus équivoques, on note l'arpège d'intro de My Iron Lung et la fin du solo de Just.
- DOD440 Envelope Filter : filtre dynamique, surtout utilisé dans le genre funk, dont l'effet dépend de l'intensité du jeu sur les cordes de l'instrument. On peut l'entendre durant le break de Lucky, en plus de l'effet de tremolo.
- Mutronics Mutator : combinaison de plusieurs effets[14], cette unité permet de moduler le son de manière très inhabituelle, et est à l'origine de la texture unique des solos de Paranoid Android. En live, il utilise sa DOD440 présentée plus haut.

En plus de son habituelle Shredmaster, il modifiera son approche de la distorsion via notamment : 
- Pro Co RAT Turbo RAT
- Boss SD-1 Super Overdrive et OD-3.
- White Distortion : une reproduction de la Shredmaster faite main par Plank, le technicien du groupe. Aperçue durant leur concert de 1994 à l'Astoria, elle sera cependant vite cassée.

## Discographie
- Bodysong (Parlophone, 2003)
- Jonny Greenwood Is the Controller (Sanctuary, 2007)
- There Will Be Blood (Nonesuch, 2007)
- Norwegian Wood (2010), B.O. du film La Ballade de l'impossible (Norwegian Wood) réalisé par Trần Anh Hùng
- We Need to Talk About Kevin (2011)
- The Master (Nonesuch, 2012)
- Inherent Vice (Nonesuch, 2014)
- Junun (Nonesuch, 2015)
- A Beautiful Day (You Were Never Really Here) de Lynne Ramsay (2017)
- Phantom Thread de Paul Thomas Anderson (2017)
- Boy Erased de Joel Edgerton (2018)
- The Power of the Dog de Jane Campion (2021)
- Spencer de Pablo Larraín (2021)
- Licorice Pizza de Paul Thomas Anderson (2021)
- Jarak Qaribak (Jonny  Greenwood & Dudu Tassa) (2023)

## Distinctions

### Récompenses
- Chicago Film Critics Association Awards 2012 : meilleure musique de film pour The Master
- San Diego Film Critics Society Awards 2012 : meilleure musique de film pour The Master
- Washington D.C. Area Film Critics Association Awards 2012 : meilleure musique de film pour The Master
- Los Angeles Film Critics Association Awards 2014 : meilleure musique de film pour Inherent Vice (ex æquo avec Mica Levi pour Under the Skin)
- Boston Society of Film Critics Awards 2014 : meilleure utilisation de musique pour Inherent Vice

### Nominations
- Oscars 2018 : meilleure musique de film pour Phantom Thread
- Golden Globes 2022 : meilleure musique de film pour The Power of the Dog
- Oscars 2022 : meilleure musique de film pour The Power of the Dog